# Japansche gesprekken
Japansche gesprekken is het meest bekend als een van de delen van Verspreide stukken van Multatuli.
Multatuli schreef Japansche gesprekken naar aanleiding van een reis van Japanse gezanten juni 1862 naar Europa, waarbij ook Nederland werd aangedaan. Doel van dit bezoek was om Westerse instellingen en wetenschappen te bestuderen. Onder andere ging hun belangstelling uit naar scheepsbouw, artillerie en stoommachines. Nederland had tijden lang als enige Westerse mogendheid handelscontacten met Japan, via de VOC die maatschappij had als enige het recht om handel met Japan te drijven op het eiland Decima.
In een persiflage verwoordde Dekker zijn commentaar op het "fatsoen", de "deugd" en de "beschaving" in de Nederlandse samenleving.
Het werk verscheen voor het eerst in 1862.
In de bibliografie van De Mare (1948) staan de volgende uitgaven vermeld:
- De Mare 349: Nieuw Amsterdamsch Handels- en Effectenblad , 1862, 23 en 30 juni 1862[2]
- De Mare 350: Papillotten van Oom Geurt (G. Broers jr) 1862, no. 171, 120-128 en no. 178, 135-144
- De Mare 351: Japansche Gesprekken , herdruk, R.C. Meijer, Amsterdam, 1865, 1-32

Latere uitgaven waren in:
- De Mare 447: Herdrukken , R.C.Meijer, Amsterdam, 1865, VIII, 1-146, octavo
- De Mare 450: Verspreide Stukken, overgenomen uit de Herdrukken , R.C.Meijer, Amsterdam, 1865, octavo

Hierna nam in 1865 G.L. Funke de rechten over van R.C. Meijer. Funke legde direct - zonder medeweten van Multatuli - een nieuwe druk op van Verspreide stukken. Toen Funke na een paar maanden contact met Multatuli opnam, moest hij toegeven, dat die nieuwe druk vrijwel klaar was. Of Multatuli nog de drukproeven van de laatste vellen heeft gezien, is niet bekend. Funke wist snel het vertrouwen, en de medewerking van Multatuli te verkrijgen. Wat daarbij ook hielp, was het aanbod van Funke te betalen voor de correctie van drukproeven. Op die manier verkreeg Multatuli toch nog enig inkomen, ondanks dat hij niet de rechten op zijn werk meer bezat. Voor de uitgever was het ook voordelig, want die kon de nieuwe drukken beter verkopen vanwege de vele toevoegingen die Multatuli in de tekst aanbracht.
Tussen 1872 en 1879 verscheen nog een zestal drukken. Verdere details daarover zijn te vinden bij: Verspreide stukken.